# Ogliuga Island
Ogliuga Island ist eine unbewohnte Insel der Delarof Islands, einer Inselgruppe im Westen der Andreanof Islands, die im Südwesten der Aleuten liegen. Ogliuga ist etwa 5 km lang und erhebt sich maximal 24 m über dem Meeresspiegel.